# Fulica ardesiaca
La folaga delle Ande (Fulica ardesiaca Tschudi, 1843) è un uccello gruiforme della famiglia dei Rallidi originario dell'America meridionale.

## Descrizione

### Dimensioni
Misura circa 46 cm di lunghezza.

### Aspetto
La folaga delle Ande è una folaga sudamericana leggermente più grande e robusta della nostra folaga comune. È comunque molto più piccola delle altre due folaghe che si possono trovare sull'Altiplano, la folaga gigante e la folaga cornuta. È un uccello compatto, che assomiglia un po' a un'anatra quando nuota. Ha il piumaggio grigio ardesia, con la testa e il collo più scuri, quasi neri. Il sottocoda in parte bianco non è sempre visibile, così come la sottile bordatura bianca sulle secondarie, che è possibile vedere quando l'uccello è in volo. La parte posteriore della testa è un po' appiattita rispetto a quella della folaga gigante. Il becco è sormontato da una placca frontale ovale e arrotondata, il cui colore varia a seconda degli individui e della regione: la combinazione becco bianco/placca frontale bianca (o talvolta gialla) è più frequente in Ecuador e nella parte centrale delle Ande peruviane, mentre la combinazione becco giallo/placca frontale rossa o marrone è la più comune nel nord-ovest dell'Argentina, in Cile, sulle coste del Perù e nella parte meridionale delle Ande peruviane, in particolare sul lago Titicaca. In Perù, è possibile osservare le diverse combinazioni di colori nello stesso sito. Le fonti consultate non sono molto chiare riguardo alla corrispondenza tra il colore del becco e della placca frontale e l'appartenenza ad una delle due sottospecie (che non sono riconosciute da tutti gli autori). In genere la punta del becco è grigia. Gli occhi sono rossi. Le zampe sono grigio-verdastre o grigio-bluastre (la sfumatura delle zampe è variabile e sembra essere correlata al colore del becco e della placca frontale). Le dita sono munite di lobi natatori come le altre specie di folaga. Gli esemplari immaturi sono di colore marrone, più scuro sopra che sotto, con il becco grigio e lo stesso sottocoda bianco degli adulti. Non c'è dimorfismo sessuale.

### Voce
Il richiamo ricorda un abbaiare rauco, costituito da kituuk-kituuk ripetuti e chrrr-chrrr decrescenti.

## Biologia

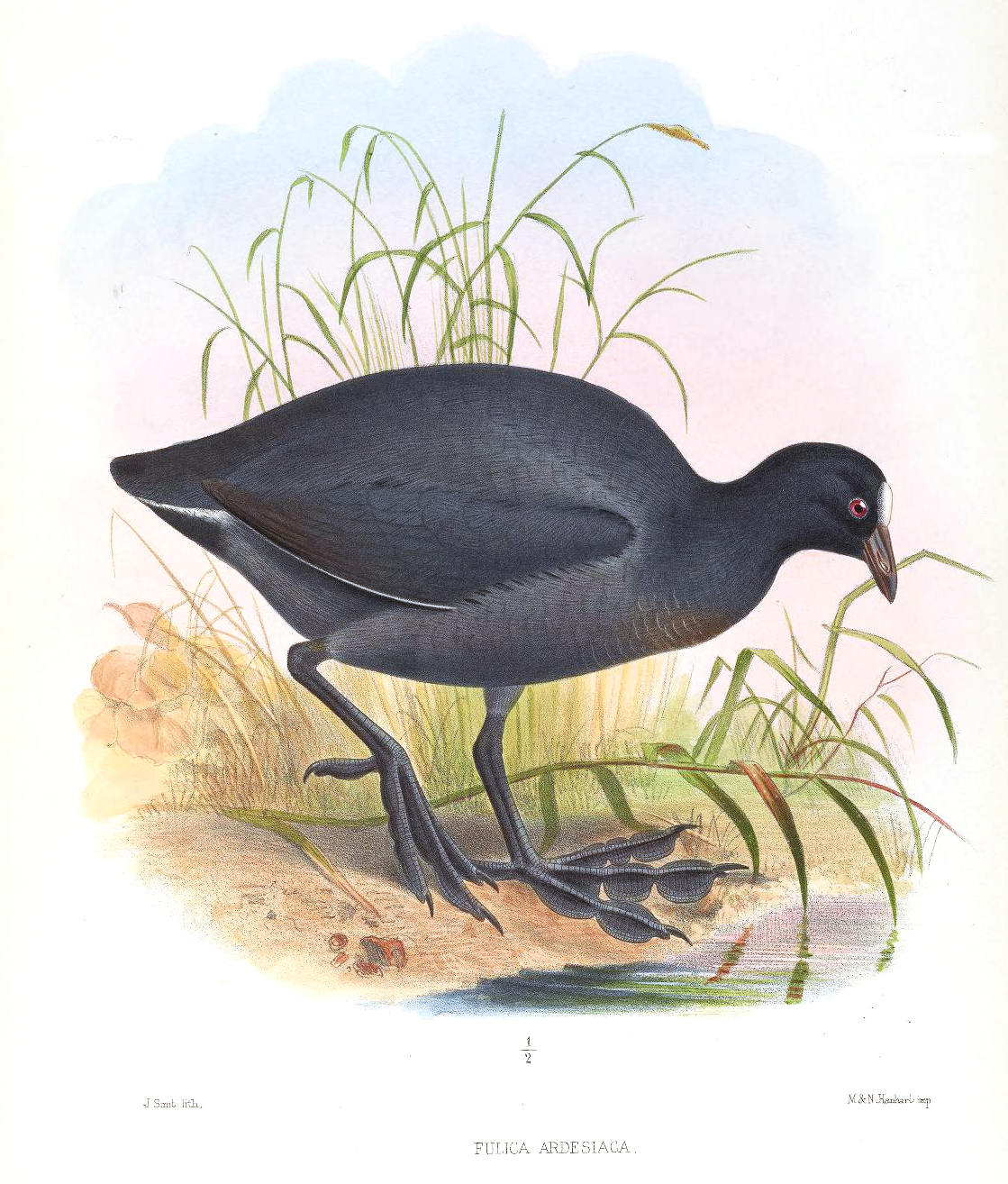
La specie in una litografia di Joseph Smit (1869).

La folaga delle Ande è una buona nuotatrice, in grado di immergersi con facilità. Per alzarsi in volo, è costretta a correre sull'acqua, sbattendo le ali per acquistare slancio. Ama riposarsi sulle rive dei laghi o al riparo dei canneti. Territoriale e aggressiva durante il periodo di nidificazione, conduce un'esistenza gregaria per il resto dell'anno. La specie è generalmente sedentaria, sebbene siano stati segnalati movimenti stagionali.

### Alimentazione
La folaga delle Ande si nutre essenzialmente di vegetazione acquatica. Può immergersi fino a 2–5 m di profondità per cercare il cibo. È in grado di camminare sulla vegetazione galleggiante, abilità che le consente di avere accesso ad ulteriori fonti di cibo vegetale. Può anche pascolare lungo le rive.

### Riproduzione
In Perù la riproduzione avviene in aprile e tra giugno e settembre, in Bolivia in luglio-agosto (stagione secca), in Cile tra novembre e gennaio (estate australe). Nelle zone in cui coesistono esemplari dalla placca frontale rossa e dalla placca frontale gialla o bianca possono esservi coppie miste, sebbene le coppie costituite da esemplari con la placca frontale dello stesso colore siano più frequenti. La specie è monogama. Il nido viene costruito tra i canneti o sulla vegetazione galleggiante. In genere ciascuna covata è costituita da 4 o 5 pulcini, nidifugi e dall'aspetto grottesco come quelli delle altre specie di folaga.

## Distribuzione e habitat
La specie è presente in due distinti tipi di ambiente: le paludi e i laghi con abbondante vegetazione della Cordigliera delle Ande, tra 2200 e 4700 m di altitudine, e le zone costiere, principalmente in Perù (in Ecuador e Cile, a bassa quota, si incontrano per lo più rari esemplari erratici).
L'areale della specie copre essenzialmente le zone di alta quota della Cordigliera delle Ande, dall'estremità meridionale della Colombia al nord dell'Argentina, passando per l'Ecuador, il Perù, la Bolivia e il nord del Cile. È possibile trovare la folaga delle Ande anche sulle coste del Perù, nella regione di Lima, e più a sud fino al confine cileno.

## Tassonomia
Ne vengono riconosciute due sottospecie:
- F. a. atrura Fjeldså, 1983 - diffusa dalla Colombia meridionale al Perù nord-occidentale;
- F. a. ardesiaca Tschudi, 1843 - diffusa dal Perù centrale al Cile settentrionale e all'Argentina nord-occidentale.

## Conservazione
La specie non è minacciata, sebbene non si conoscano con precisione l'entità delle popolazioni e la loro evoluzione. L'areale occupato è vasto. Pur essendo poco comune in Ecuador, è al contrario la più comune tra le folaghe peruviane.